# El Verdeguer (Sant Pere de Torelló)
El Verdeguer és una explotació ramadera de Sant Pere de Torelló (Osona). L'edifici és una obra protegida com a Bé Cultural d'Interès Local.

## Descripció
Està situat vora del riu Fornès. La seva façana principal està adornada amb un balcó amb un balcó de barana de ferro. A pocs metres de l'habitatge hi ha una cabana de dos pisos.

## Història
El Verdeguer és un petit mas dels més antics del terme, que consta en els documents del segle xiii. El topònim d'aquest mas fa referència a un camp intensament verd, com un camp d'alfals ("Verdegario" en llatí vulgar dels segles XIV).
El Verdeguer va pertànyer a la família Puigdecanet fins al segle xix. Josep Andreu i Berenguer, nascut a Olot, adquireix la propietat el 1888. Actualment, resta en mans dels seus descendents, que hi ha fet obres de millora, conservant les característiques constructives pròpies del país.